# Daniel Migneault
Daniel Migneault (ur. 16 lutego 1978 w Baie-Comeau) – kanadyjski snowboardzista. Zajął 26. miejsce w half-pipe’ie na igrzyskach w Salt Lake City. Zajął też 14. miejsce w halfpipe’ie na mistrzostwach w Berchtesgaden. Najlepsze wyniki w Pucharze Świata osiągnął w sezonie 2001/2002, kiedy to zajął 11. miejsce w klasyfikacji halfpipe’a.
W 2002 r. zakończył karierę.

## Sukcesy

### Igrzyska olimpijskie
| Miejsce | Dzień     | Rok  | Miejscowość    | Konkurencja | Zwycięzca   |
| ------- | --------- | ---- | -------------- | ----------- | ----------- |
| 28.     | 11 lutego | 2002 | Salt Lake City | Halfpipe    | Ross Powers |

### Mistrzostwa Świata
| Miejsce | Dzień       | Rok  | Miejscowość   | Konkurencja | Zwycięzca   |
| ------- | ----------- | ---- | ------------- | ----------- | ----------- |
| 14.     | 16 stycznia | 1999 | Berchtesgaden | Halfpipe    | Ricky Bower |

### Puchar Świata

#### Miejsca w klasyfikacji generalnej
- 1996/1997 – 127.
- 1998/1999 – 97.
- 1999/2000 – 127.
- 2001/2002 – –

#### Miejsca na podium
1. Whistler – 9 grudnia 2001 (Halfpipe) – 1. miejsce